# Sárga gévagomba
A sárga gévagomba (Laetiporus sulphureus) az Agaricomycetes osztályának taplóalkatúak (Polyporales) rendjébe, ezen belül a likacsosgombafélék (Polyporaceae) családjába tartozó faj. Népies nevein: sárgagéva vagy givagomba fűzfagomba, reves cseresznyefagomba, karélyos tinóru, fűzfatüdő, kénsárga gévagomba.
Élő vagy elhalt lombos fákon, ezek vastag ágain telepszik meg; az ártéri erdőkben gyakran jelennek meg.
A változatos alakú, lapos, egymás fölött elhelyezkedő termőtestek akár 30–50 cm átmérőjűre is megnőnek. Egy-egy, rendszerint sárga vagy narancssárga, különböző méretűre nőtt, egymás fölött elhelyezkedő, fodros vagy hullámos szélű telepet hoznak létre. Termőrétegük likacsos, húsuk fehér színű.
Nyáron érdemes gyűjteni a fiatal, még puha húsú példányokat, mert később a többi taplógombához hasonlóan húsa keménnyé válik. 
Felhasználják a laskagombához hasonlóan húsok ízesítésére, vagy előfőzést követően húspótló ételként kisüthető, esetleg tojásrántotta készíthető vele. 20 perc hőkezelés után fogyasztható, a fával érintkező részeit előtte el kell távolítani.
Spórái 5-7 x 3.5-4.5 µm méretűek, ellipszoid alakúak, spórapora fehér.
A Magyar Mikológiai Társaság szavazásán 2025-ben az Év gombája lett, maga mögé utasítva a sárga bunkógombát (Clavulinopsis fusiformis) és a nádi kígyógombát (Mycena belliarum).
|  |  |